# Gary White
Gary White (nacido el 25 de julio de 1974) es un exfutbolista inglés que se desempeñaba como delantero.

## Trayectoria

### Jugador
| Club                 | País       | Año         |
| -------------------- | ---------- | ----------- |
| Bognor Regis Town FC | Inglaterra | 1990 - 1994 |
| Fremantle Spirit SC  | Australia  | 1994 - 1996 |

### Entrenador
| Club               | País                      | Año       |
| ------------------ | ------------------------- | --------- |
| Selección nacional | Islas Vírgenes Británicas | 1998-1999 |
| Selección nacional | Bahamas                   | 1999-2008 |
| Selección nacional | Guam                      | 2012-2016 |
| Shanghai Shenxin   | China                     | 2016      |
| Selección nacional | República de China        | 2017-2018 |
| Selección nacional | Hong Kong                 | 2018      |
| Tokyo Verdy        | Japón                     | 2019      |
| Nantong Zhiyun     | China                     | 2019-2020 |
| Suzhou Dongwu      | China                     | 2020-2022 |
| Selección nacional | República de China        | 2023-2025 |